# Felia Doubrovska
Felia Doubrovska, in russo Фелия Дубровская (nome reale Фелицата Леонтьевна Длужневская)?; nata Felizata Dlouzhnevska, (San Pietroburgo, 13 febbraio 1896 – New York, 18 settembre 1981), è stata una ballerina e insegnante russa.
La Doubrovska si diplomò alla Scuola Imperiale di Balletto nel 1913, fu membro della compagnia del Teatro Mariinskij ed emigrò con il suo futuro marito Pierre Vladimiroff in Occidente nel 1920, dove entrarono inizialmente nei Ballets Russes; con questa compagnia interpretò nel 1928 una delle tre muse nell'Apollon Musagète di Stravinskij e nel 1929 fu una delle interpreti de Il figliol prodigo di Prokof'ev. In seguito ha ballato nella compagnia del Metropolitan Opera di New York dal 1938 al 1939 e ha insegnato alla School of American Ballet fino all'età di 84 anni. Morì a causa di un infarto.
Virginia Brooks, Vicepresidente del Board of Directors della Dance Film Association negli Stati Uniti, ha girato il film Felia Doubrovska remembered (Happy to be so...), 2008, dedicato al ricordo della ballerina Felia Doubrovska.